# Centrum Historii Zajezdnia

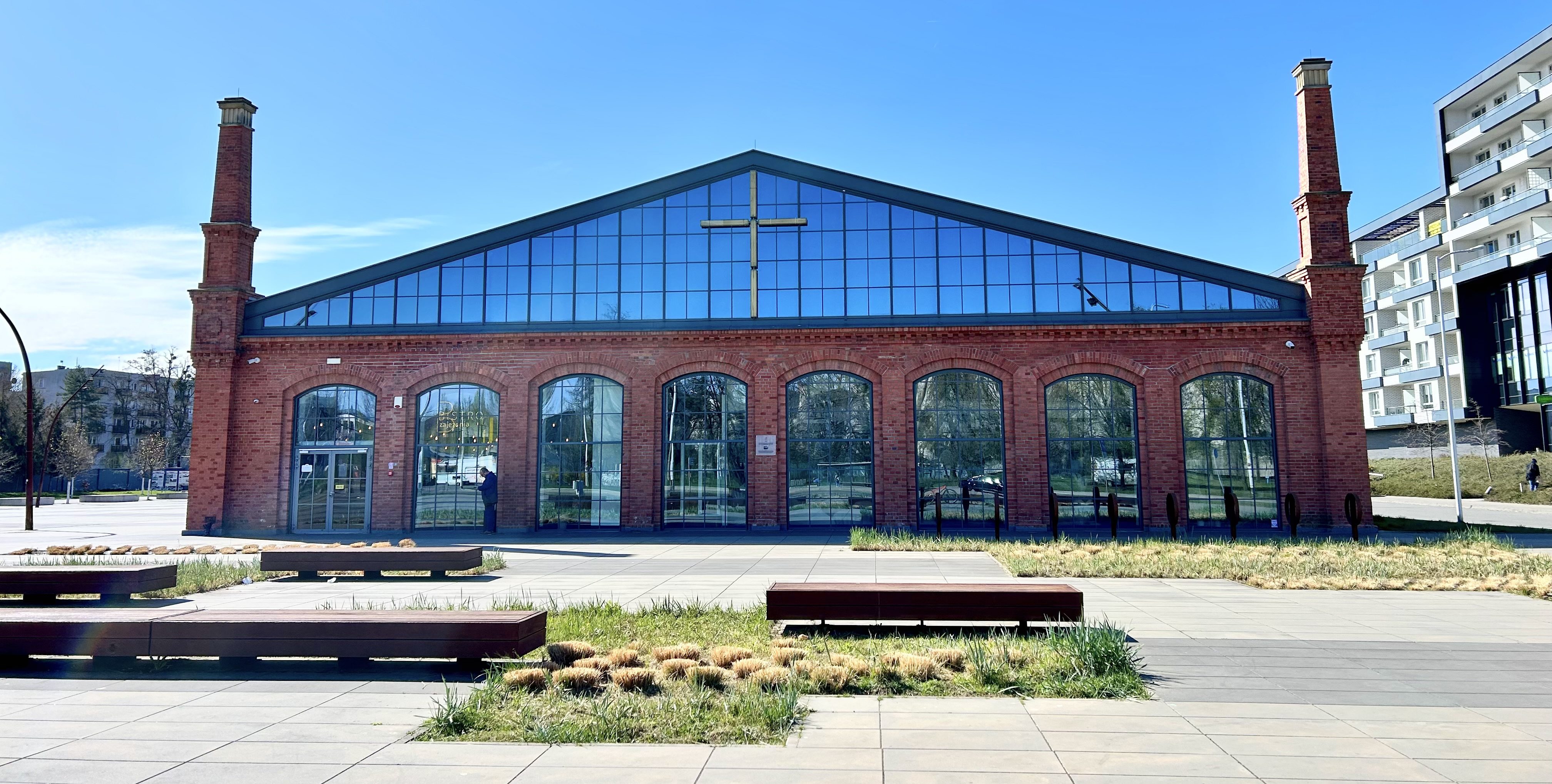
Centrum Historii Zajezdnia

Centrum Historii Zajezdnia – otwarte w 2016 muzeum znajdujące się we Wrocławiu, prowadzone przez Ośrodek Pamięć i Przyszłość. Zajmuje się przede wszystkim historią Dolnego Śląska, a zwłaszcza dziejami Wrocławia po 1945, wrocławską Solidarnością oraz Ziemiami Odzyskanymi.

## Ośrodek „Pamięć i Przyszłość”
Instytucją prowadzącą muzeum jest Ośrodek „Pamięć i Przyszłość” powstały w 2007 jako państwowa instytucja kultury finansowana przez Ministerstwo Kultury i Dziedzictwa Narodowego. Od 2009 stała się wrocławską instytucją samorządową, a od 21 marca 2016 Ośrodek jest instytucją współprowadzoną przez MKiDN oraz miasto Wrocław.

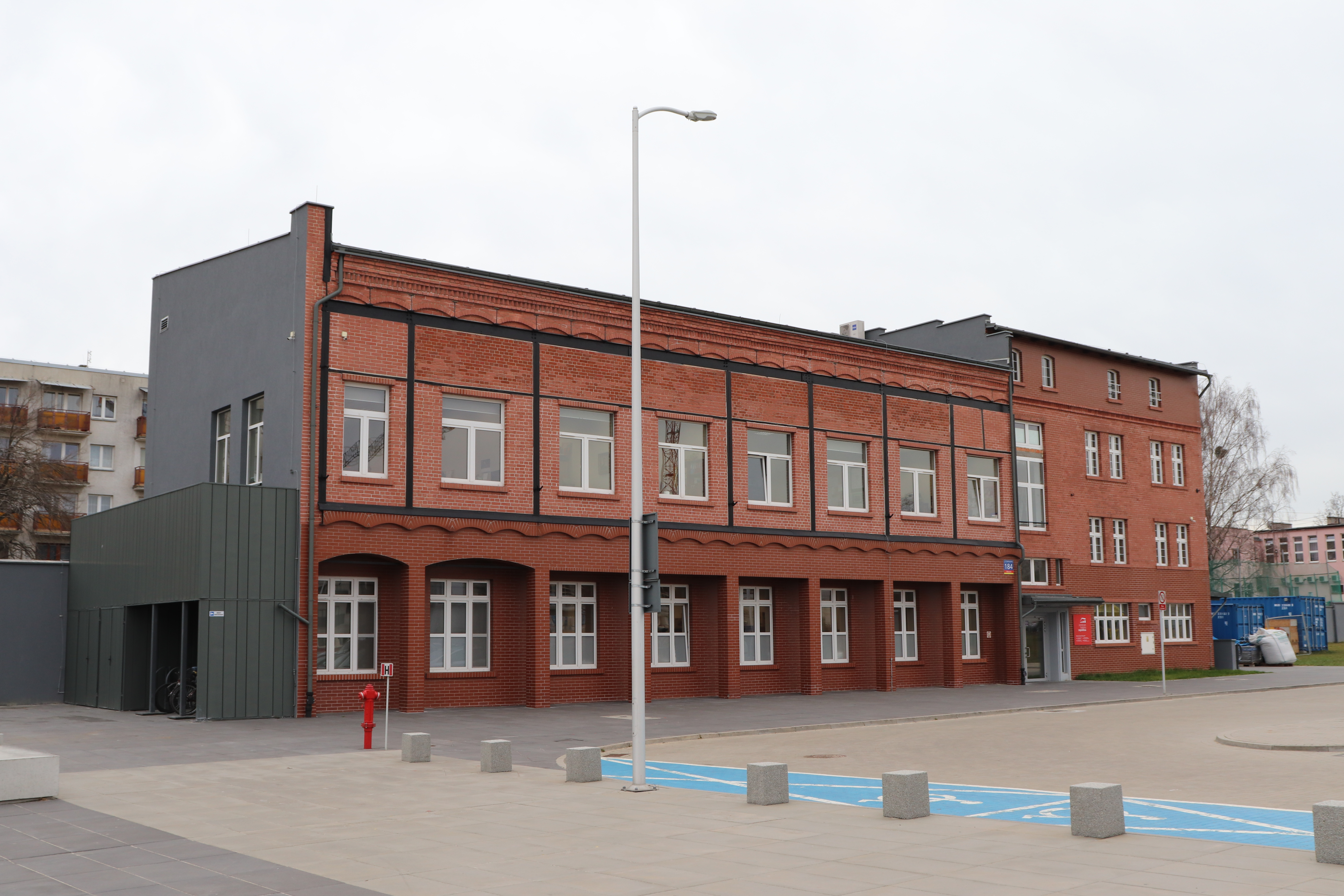
Siedziba Ośrodka Pamięć i Przyszłość w dawnym budynku administracji zajezdni nr VII

Początkowo Ośrodek zajmował się organizowaniem wystaw objazdowych, w tym „pociąg do historii”, który jako skład kolejowy objechał wiele miejscowości Dolnego Śląska. Organizował także pokazy, lekcje żywej historii i spotkania dla lokalnych społeczności. W 2016 otrzymał nową siedzibę w dawnym budynku administracyjnym zajezdni nr VII. Obecnie, poza Centrum Historii Zajezdnia, zajmuje się współprowadzeniem wraz ze Stowarzyszeniem Pamięci Zesłańców Sybiru Sanktuarium Golgoty Wschodu przy ul. Wittiga. Instytucja wydaje kwartalnik „Pamięć i Przyszłość”, Wrocławski Rocznik Samorządowy oraz Wrocławski Rocznik Historii Mówionej.
Dyrektorem Ośrodka do końca stycznia 2023 był Marek Mutor. Po powołaniu go na wicedyrektora ds. rozwoju Zakładu Narodowego im. Ossolińskich, pełniącym obowiązki był dr Andrzej Jerie, który został powołany na stanowisko dyrektora Ośrodka lipcu 2023 r. Organem opiniodawczym i doradczym jest 12-osobowa rada programowa, której przewodniczy Krzysztof Turkowski. Instytucja jest członkiem m.in. Sieci Ziem Zachodnich i Północnych,

## Budynek

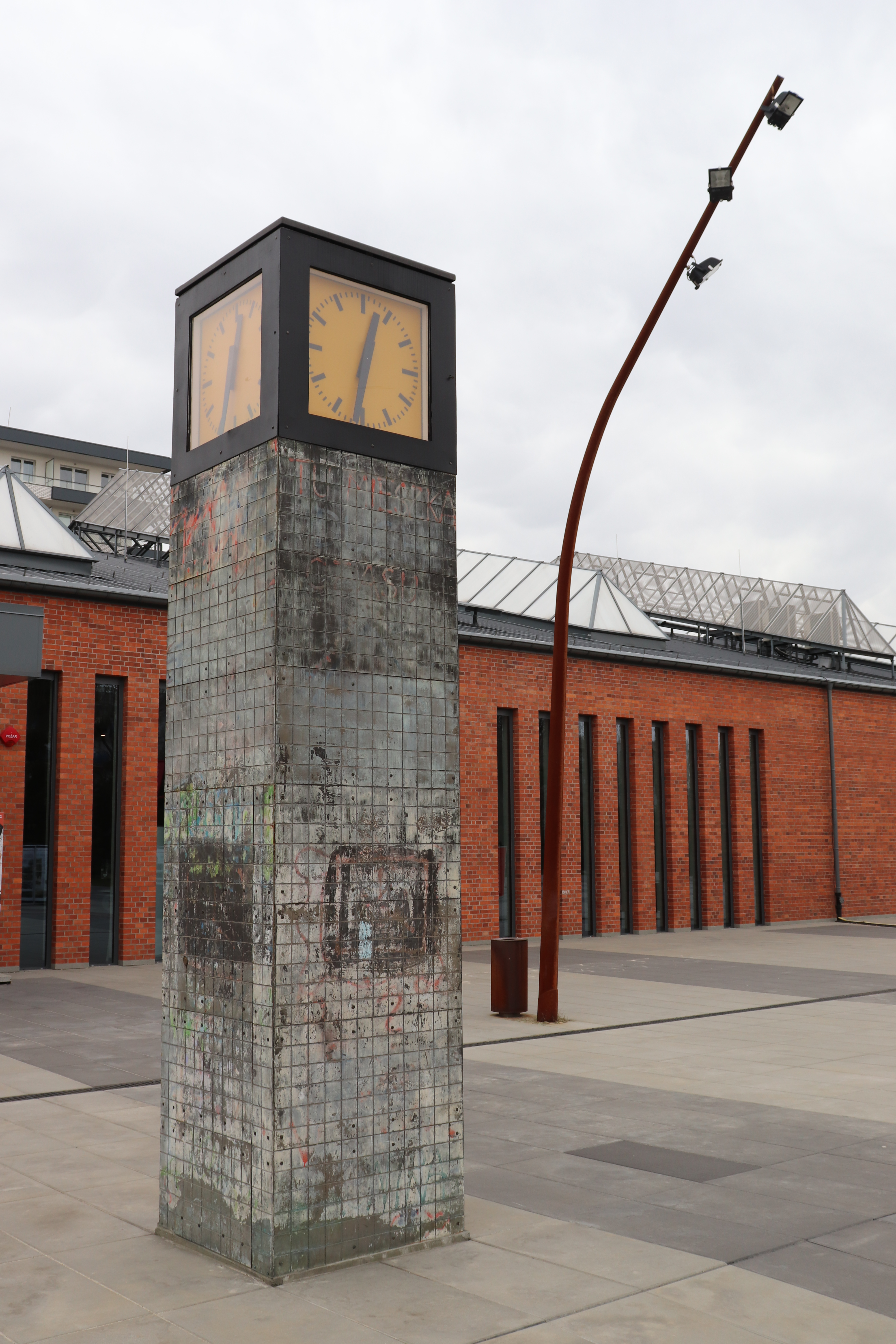
Zegar „Duch Czasu” przeniesiony przed muzeum z ul. Świdnickiej

Siedzibą samego Centrum Historii Zajezdnia jest pochodzący z końca XIX wieku budynek zajezdni Städtische Straßenbahn Breslau (pol. Wrocławskie Tramwaje Miejskie) przy ul. Grabiszyńskiej 184 (dawna Gräbschener Straße). Wybudowany z czerwonej cegły obiekt jest przykładem ówczesnego stylu industrialnego. Budynek przetrwał II wojnę światową i oblężenie Wrocławia, został częściowo uszkodzony. Po 1945 służył za zajezdnię autobusową Miejskiego Przedsiębiorstwa Komunikacyjnego we Wrocławiu. W późniejszym czasie otrzymała ona numer VII.
Budynek wybrano na siedzibę muzeum, gdyż jest pomnikiem wydarzeń solidarnościowego sierpnia 1980 w Polsce. 26 sierpnia zawiązał się tam pierwszy w regionie Międzyzakładowy Komitet Strajkowy, a także rozpoczął się strajk okupacyjny trwający do 1 września. 29 sierpnia znany wrocławski duszpasterz ks. Stanisław Orzechowski odprawił tam mszę świętą dla strajkujących i zgromadzonych za bramą 20 tysięcy wrocławian.
Budynek służył MPK Wrocław do 2015, kiedy został oddany do gruntownego remontu, na który przeznaczono ponad 36 mln złotych. Przedsięwzięcie zostało dofinansowane z funduszy norweskich oraz funduszy EOG. Muzeum otwarto 16 września 2016. Obiekt ma powierzchnię 1800 m² wraz z zapleczem sanitarnym i częścią gastronomiczną. Otacza go 2,3 h otwartego terenu zaopatrzonego w małą infrastrukturę, a także parking. Przylega do niego dawny budynek administracyjny zajezdni nr VII, obecnie siedziba Ośrodka Pamięć i Przyszłość.
Na plac przed budynkiem przeniesiono zegar, który dawniej znajdował się przy przejściu podziemnym na skrzyżowaniu ul. Świdnickiej i ul. Kazimierza Wielkiego. W 2020 pod zegarem ustawiono krasnala Zajezdniaka z transparentem „Solidarność” i miniaturą autobusu Jelcz 043 dla upamiętnienia protestów w zajezdni nr VII w sierpniu 1980.

## Wystawy stała i czasowe

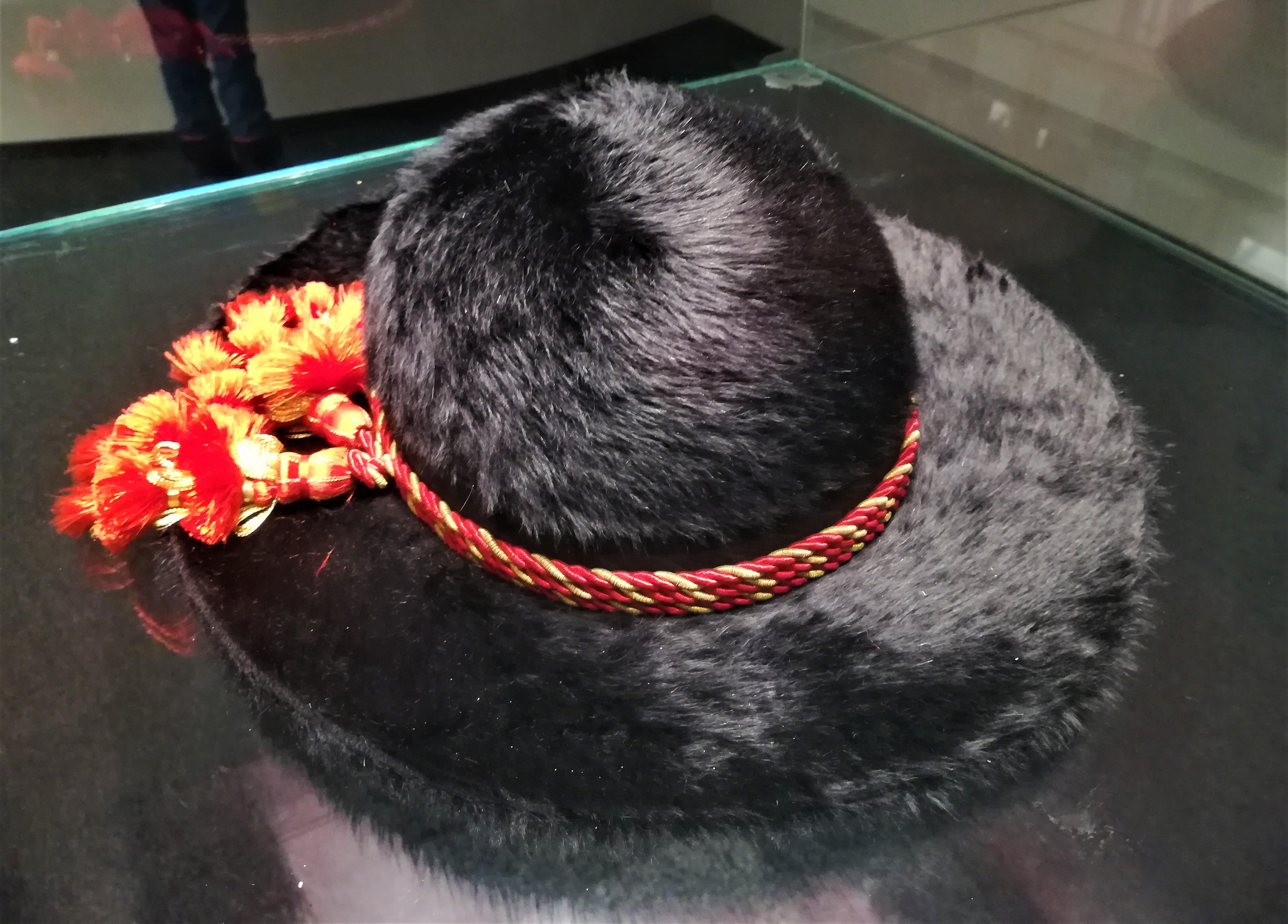
Kapelusz kard. Bolesława Kominka na wystawie stałej

Wystawa stała pt. „Wrocław 1945–2016” została podzielona na VIII rozdziałów, z których pierwszy rozpoczyna się w II Rzeczypospolitej, a ostatni kończy się we współczesnym Wrocławiu. Wystawa pokazuje etapy odradzania się Wrocławia po wojnie oraz stopniowego odradzania się miasta. Jest ona rozmieszczona w dawnej hali zajezdni na dwóch poziomach, z których dolny omawia aspekt działalności antykomunistycznej i niepodległościowej. Na całą wystawę składa się scenografia odwzorowująca m.in. przedwojenną ulicę Lwowa, warszawski kanał czy sklep mięsny z lat 80. XX wieku. Należą do niej również oryginalny kiosk RUCH-u z zeszłego stulecia czy wagon bydlęcy. Wystawa została zaopatrzona w wiele elementów multimedialnych, w tym ekrany dotykowe, projekcje i nagrania dźwięków. Główną oś narracji stanowią chronologicznie przedstawione losy Wrocławia od 1945 do współczesności omawiane w różnych aspektach i rozwinięte o wątki poboczne. Na wystawie można zobaczyć ponad 500 oryginalnych eksponatów, a także reprodukcje dokumentów i fotografii
Poza wystawą stałą funkcje wystawiennicze pełnią sale wystaw czasowych „Pamięć” i „Przyszłość” z możliwością połączenia w jedną przestrzeń o powierzchni 399 m², a także foyer budynku. W sezonie letnim niewielkie wystawy są prezentowane również przed budynkiem muzeum. W podziemiach znajduje się sala kinowa używana do celów dydaktycznych i organizacji wydarzeń. W wakacje przed muzeum odbywa się corocznie koncert „wROCK for FREEDOM”, a także pokazy kina plenerowego.

## Zbiory
Ośrodek „Pamięć i Przyszłość”, instytucja prowadząca Centrum Historii Zajezdnia, prowadzi Centrum Dokumentacyjne zajmujące się zbieraniem fotografii, dokumentów archiwalnych, pism, druków i szeroko pojętych dokumentów życia społecznego. Do jednych z najważniejszych zadań należy nagrywanie relacji świadków historii opartych na metodzie historycznej oral history. Do najcenniejszych kolekcji należą zbiory Niezależnej Agencji Wydawniczej Dementi i pamiątki po kard. Bolesławie Kominku przekazane przez jego siostrzeńca ks. Alojzego Swobodę. Zasoby Centrum Dokumentacyjnego nadal się powiększają dzięki życzliwości prywatnych darczyńców.

## Zwiedzanie
Muzeum jest otwarte od wtorku do niedzieli ze zmiennymi godzinami w okresie wakacji i roku szkolnego. Istnieje możliwość zwiedzania z przewodnikiem w języku polskim, angielskim i niemieckim. Dla grup szkolnych instytucja proponuje lekcje muzealne i warsztaty. Obiekt i parking są przystosowane dla osób niepełnosprawnych. Bezpośrednio do muzeum można dojechać tramwajami linii nr 4, 5, 11, 14 oraz autobusami linii nr 126, 124, 134.